# Аффінггаузен
Аффінггаузен (нім. Affinghausen) — громада в Німеччині, розташована в землі Нижня Саксонія. Входить до складу району Діпгольц. Складова частина об'єднання громад Шваферден.
Площа — 12,26 км2. Населення становить 864 ос. (станом на 31 грудня 2021).